# Zuiderzee

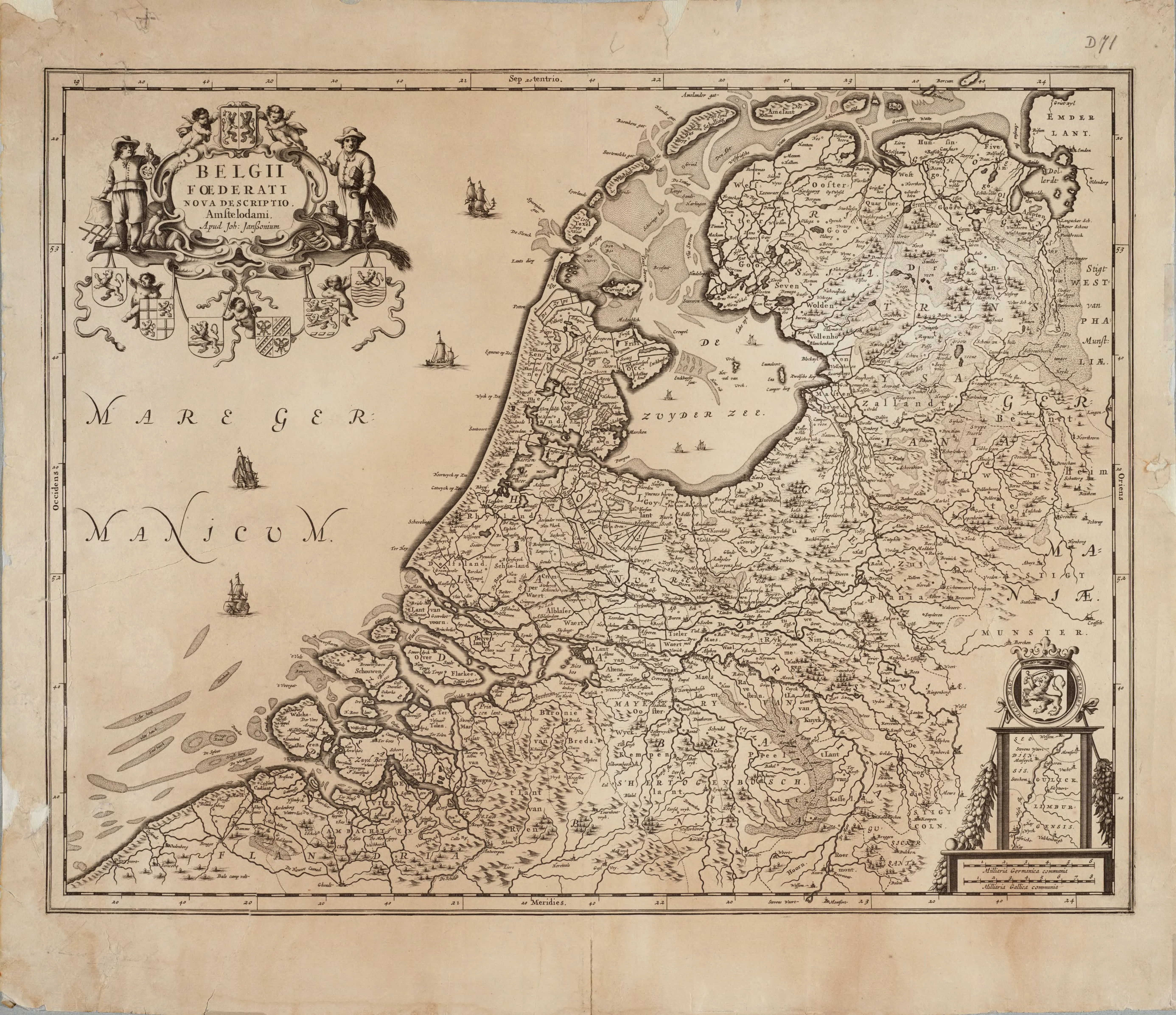
Mapa histórico de los Países Bajos (1658) con De Zuyder Zee

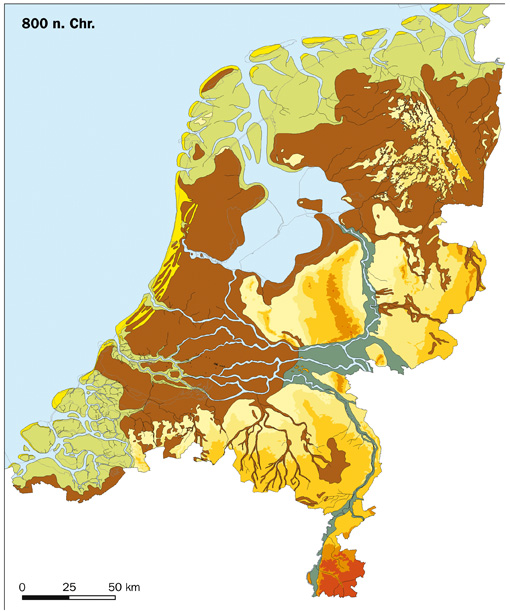
La región de los Países Bajos hacia el año 800

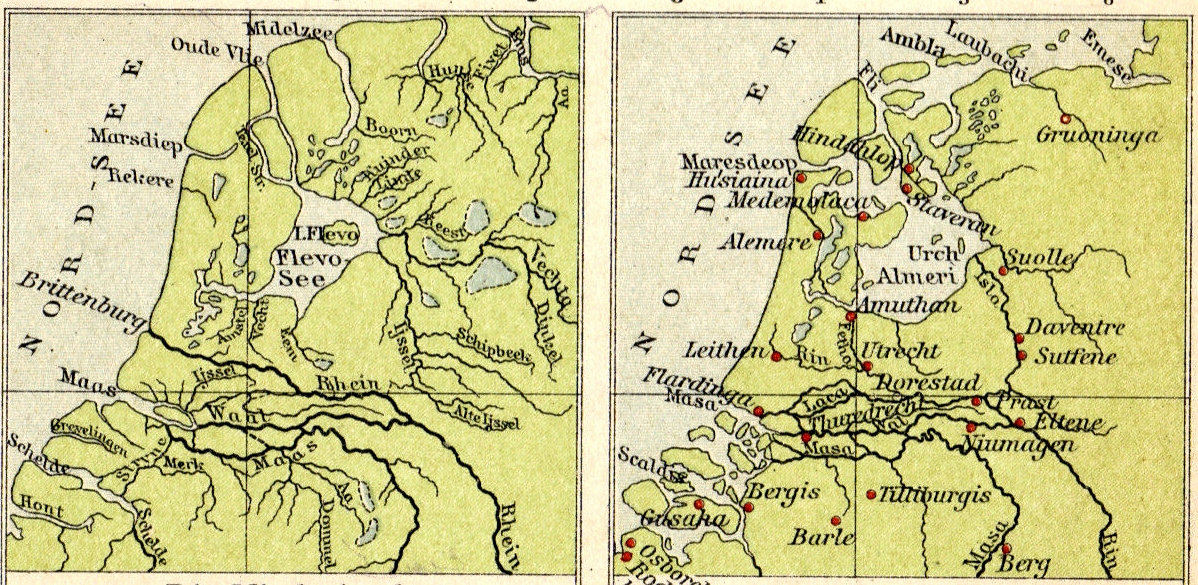
Geografía aproximada de Holanda Septentrional en el (izqda.) y en el X (dcha.)

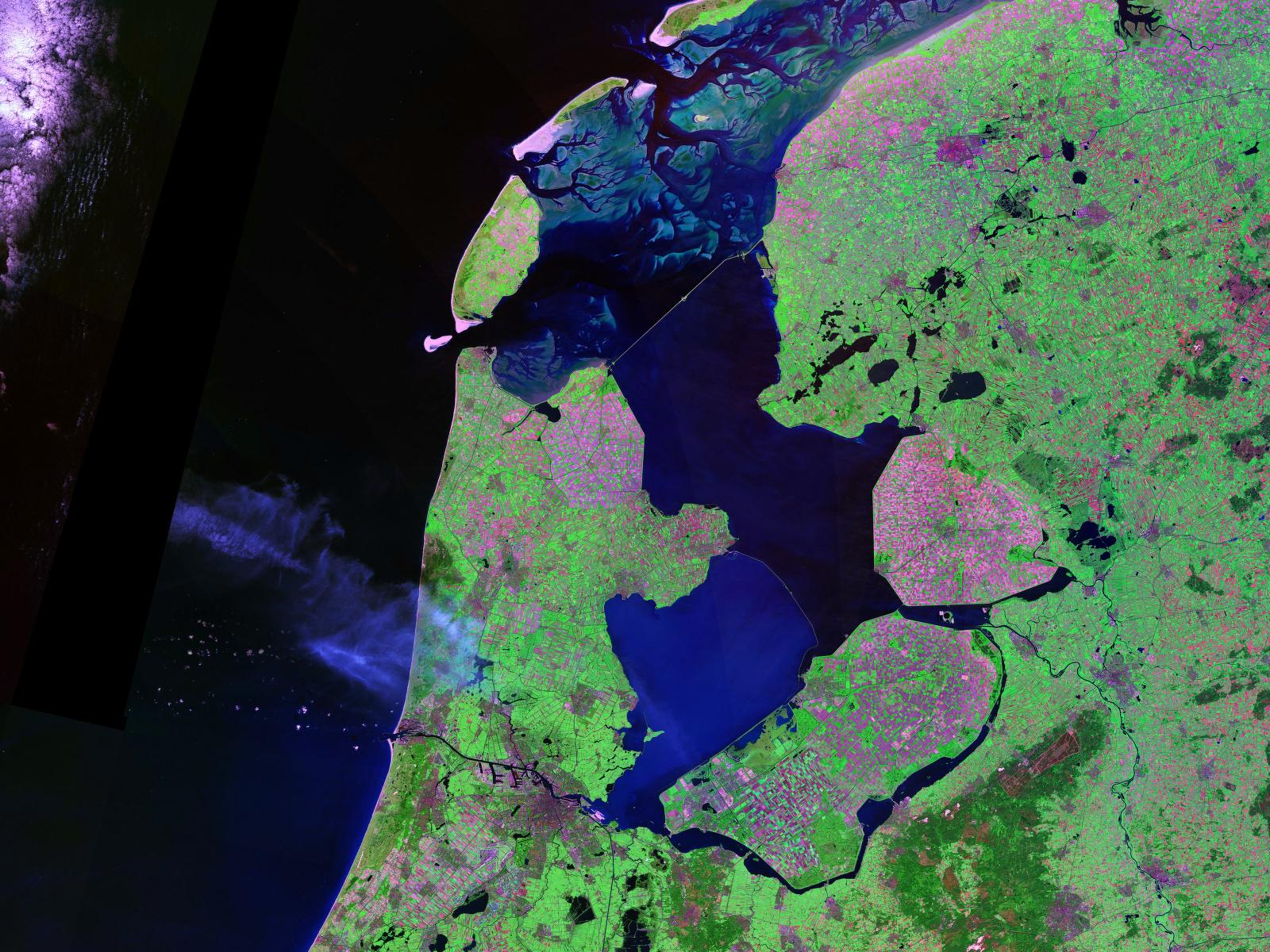
Foto del satélite Landsat mostrando la zona del antiguo Zuiderzee

Mapa del actual lago IJsselmeer (parte del antiguo Zuiderzee)

El Zuiderzee (en neerlandés: Zuiderzee, «mar del sur») era una antigua entrada o bahía poco profunda del mar del Norte que se internaba en la zona noroeste de los Países Bajos, y que se extendía unos 100 km tierra adentro y tenía un ancho no mayor de 50 km, su profundidad era de unos 4 a 5 m y tenía una costa de 300 km. Cubría una superficie de 5000 km². Su nombre significa, en neerlandés, «mar del Sur», lo que indica que el origen del nombre proviene de Frisia, que se encuentra ubicada al norte del Zuiderzee (véase también mar del Norte). 
Durante el siglo XX la mayor parte del Zuiderzee, tras la construcción del dique de cierre Afsluitdijk, fue aislada del mar del Norte (dejando que la boca de conexión pasara a ser parte del mar de Frisia), y sin la entrada de agua salada el cuerpo de agua se transformó en un lago de agua dulce llamado el IJsselmeer («lago del Isala»), por el nombre del río que desemboca en él (el río Isala, una rama del estuario del río Rin). Mediante su drenaje y la construcción de pólderes, un área de unos 1500 km² fue recuperada como tierra firme, pasando a ser la actual provincia de Flevolanda, que en 2011 ya contaba con una población de cerca de 400 000 habitantes.

## Historia
En la época romana, el lago Flevo, separado del mar por dunas, ocupaba gran parte de la zona y estaba comunicado con el mar por una desembocadura de río o tal vez por un estrecho estuario, el Vlie, entre lo que más tarde se convertiría en las islas de Vlieland y Terschelling. El ahora brazo de mar del Marsdiep todavía era un pequeño río. El nombre de lago Almere era habitual en aquella época.
En 838, después de una gran inundación, el mar ganó mucho terreno, por lo que sabemos a partir de dos fuentes. Luego, durante dos siglos, la situación parece haber permanecido estable.
Pero después de una serie de tormentas en el siglo XIII, muchas áreas se perdieron. La inundación de Santa Juliana, en 1164, fue seguida por inundaciones catastróficas en 1212, 1214, 1219 (inundaciones de San Marcelo) y 1248 y las dunas de Callantsoog fueron arrasadas. Las barreras naturales se rompieron y el lago se convirtió en un mar interior. Después de la catástrofe de las inundaciones de 1282, la conexión entre la isla Texel y el continente se perdió, y tras la desastrosa inundación de Santa Lucía, en 1287, que se cobró decenas de miles de muertos, el proceso se completó. Desde ese momento, a ese cuerpo de agua se le dio el nombre de Zuiderzee. Con el paso de los siglos, el agua dulce original se convirtió en agua salobre, y por último, al reducirse la influencia de los ríos, el lago se convirtió en un golfo o mar interior.
Los habitantes supervivientes de los campos circundantes se organizaron para sacar provecho de las nuevas circunstancias.  El mar interior era un centro de relaciones comerciales y los barcos mercantes comenzaron a recorrer los mares partiendo de puertos como Kampen y Harderwijk, que serán parte de la liga Hanseática, y comienzan a florecer los puertos de Hoorn y Ámsterdam.
La pesca era muy activa: en el año 1900, en su apogeo, tenía alrededor de 3000 barcas que se dedicaban a la captura del arenque, anchoa, anguila, platija y camarón.

## Obras en el Zuiderzee
El Zuiderzee era conocido en su época como un mar tormentoso que a menudo provocaba inundaciones en el país, entonces más densamente poblado, causando muchas víctimas.
Durante el siglo XIX se comenzó a debatir la cuestión de la recuperación de la totalidad o parte del Zuiderzee. Para la navegación comercial, el Zuiderzee ya había perdido su importancia, ya que la revolución industrial ya mostraba su progreso y el nuevo proyecto traería muchas nuevas tierras de cultivo. Los neerlandeses iniciaron en el siglo XIX las obras de Zuiderzee, un importante proyecto de pólderes. Pero hasta la votación parlamentaria de 1918, a raíz de las inundaciones en los Países Bajos en 1916, no se concretaron los pasos con el proyecto del ingeniero Cornelis Lely.
La pieza maestra, antes del secado, fue el gran dique de cierre (Afsluitdijk), terminado en 1932. Tiene 30 km de largo y 90 m de ancho y es atravesado por una autopista, la A7 de los Países Bajos o E22 europea. Los pólderes de Flevoland Oriental, Flevoland Meridional y Noordoostpolder (pólder del noreste) se crearon entre 1930 y 1968.
Una parte que permanece inundada se llama el IJsselmeer (Lago del Isala), otra se llama el Markermeer (Lago de Marken).

### Multimedia
- CBC Archives, Matthew Halton, en la radio CBC, informa el 19 de abril de 1945 sobre la destrucción por parte de los alemanes de los muros de contención del embalse (en inglés)

- Datos: Q228655
- Multimedia: Zuiderzee / Q228655